# Padovo pri Osilnici
Padovo pri Osilnici – wieś w Słowenii, w gminie Osilnica. W 2018 roku liczyła 24 mieszkańców.